# Giusvalla
Giusvalla là một đô thị ở tỉnh Savona ở vùng Liguria của Ý, có khoảng cách khoảng 45 km về phía tây của Genoa và khoảng 20 km về phía tây bắc của Savona. Tại thời điểm ngày 31 tháng 12 năm 2004, đô thị này có dân số 439 người và diện tích là 19,1 km².
Giusvalla giáp các đô thị: Cairo Montenotte, Dego, Mioglia, Pareto, Pontinvrea, và Spigno Monferrato.